# Apteromyia wtoni
Apteromyia wtoni är en tvåvingeart som beskrevs av Marshall och Rohacek 1982. Apteromyia wtoni ingår i släktet Apteromyia och familjen hoppflugor. Inga underarter finns listade i Catalogue of Life.